# Wydra
Wydra, wyderka, wydrzyca (Lutra) – rodzaj ssaków z podrodziny wydr (Lutrinae) w obrębie rodziny łasicowatych (Mustelidae).

## Rozmieszczenie geograficzne
Rodzaj obejmuje gatunki występujące w Eurazji i Afryce.

## Morfologia
Długość ciała 36–88 cm, długość ogona 22–51,5 cm; masa ciała 2,4–21 kg (samce są większe i cięższe od samic).

## Systematyka
Rodzaj zdefiniował w 1762 roku francuski zoolog Mathurin Jacques Brisson w publikacji swojego autorstwa dotyczącej systematyki ssaków. Brisson w oryginalnym opisie nie wymienił żadnego gatunku; w ramach późniejszego oznaczenia w 1998 roku Międzynarodowa Komisja Nomenklatury Zoologicznej na gatunek typowy wyznaczyła wydrę europejską (L. lutra).

### Etymologia
- Lutra (Latra, Lutris) i Lutrix: łac. lutra ‘wydra’[29].
- Aonyx: gr. α a ‘bez’; ονυξ onux, ονυχος onukhos ‘pazur, paznokieć’[30]. Gatunek typowy (oznaczenie monotypowe): Aonyx delalandi Lesson, 1827 (= Lutra capensis Schinz, 1821).
- Amblonyx: gr. αμβλυς amblus ‘tępy’, od αμβλυνω amblunō ‘stępiać’; ονυξ onux, ονυχος onukhos ‘pazur, paznokieć’[31]. Gatunek typowy (oznaczenie monotypowe): Lutra concolor Rafinesque, 1832.
- Leptonyx: gr. λεπτος leptos ‘smukły’; ονυξ onux, ονυχος onukhos ‘pazur, paznokieć’[32]. Gatunek typowy (oznaczenie monotypowe): Leptonyx barang Lesson, 1842 (= Lutra cinerea Illiger, 1815).
- Anahyster: anahyster ‘należąc do ujścia’[33]. Gatunek typowy (oznaczenie monotypowe): Anahyster calabaricus Murray, 1861 (= Lutra capensis Schinz, 1821).
- Barangia: sumatrzańska nazwa barang dla wydry[34]. Gatunek typowy (oznaczenie monotypowe): Barangia sumatrana J.E. Gray, 1865.
- Lutrogale: zbitka wyrazowa nazw rodzajów: Lutra Linnaeus, 1758 (wydra) oraz Gale J.A. Wagner, 1841 (łasica)[35]. Gatunek typowy: Gray wymienił dwa gatunki – Lutra macrodus J.E. Gray, 1865 (= Lutra perspicillata I. Geoffroy Saint-Hilaire, 1826) i Lutra monticola J.E. Gray, 1865 (= Lutra perspicillata I. Geoffroy Saint-Hilaire, 1826) – z których gatunkiem typowym jest (późniejsze oznaczenie) Lutra macrodus J.E. Gray, 1865 (= Lutra perspicillata I. Geoffroy Saint-Hilaire, 1826)[36].
- Lutronectes: rodzaj Lutra Brisson, 1762; νηκτης nēktēs ‘pływak’, od νηχω nēkhō ‘pływać’[37]. Gatunek typowy (oznaczenie monotypowe): Lutronectes whiteleyi J.E. Gray, 1867 (= Mustela lutra Linnaeus, 1758).
- Mamlutraus: modyfikacja zaproponowana przez meksykańskiego przyrodnika Alfonso Luisa Herrerę w 1899 roku polegająca na dodaniu do nazwy rodzaju ssaków przedrostka Mam (od Mammalia)[38].
- Micraonyx: gr. μικρος mikros ‘mały’[39]; rodzaj Aonyx Lesson, 1827[14].
- Paraonyx: gr. παρα para ‘blisko,  obok’[40]; rodzaj Aonyx Lesson, 1827[15]. Gatunek typowy (oryginalne oznaczenie): Paraonyx philippsi Hinton, 1921 (= Lutra capensis Schinz, 1821).
- Cyrnaonyx: gr. Κυρνος Kurnos ‘Korsyka’; rodzaj Aonyx Lesson, 1827[16]. Gatunek typowy (oznaczenie monotypowe): †Lutra antiqua de Blainville, 1841.
- Nesolutra: gr. νησος nēsos ‘wyspa’ (tj. Malta)[41] ; rodzaj Lutra Brisson, 1762. Gatunek typowy (oryginalne oznaczenie): †Nesoleutra euxena B. Bate, 1935.
- Isolalutra: nowołac. isola ‘izolować’, od fr. isolé ‘odosobniony’, od łac. insulatus ‘przekształcony w wyspę’, od insula, insulae ‘wyspa’[42]; rodzaj Lutra Brisson, 1762. Gatunek typowy (oryginalne oznaczenie): †Isolalutra cretensis Symeonidis & Sondaar, 1975.
- Cyrnolutra: gr. Κυρνος Kurnos ‘Korsyka’; rodzaj Lutra Brisson, 1762[20]. Gatunek typowy (oryginalne oznaczenie): †Cyrnolutra castiglionis E. Pereira & Salotti, 2000.

### Podział systematyczny
We wcześniejszych ujęciach taksonomicznych gatunki z tego rodzaju był zgrupowane w trzech odrębnych taksonach – Lutra (lutra, sumatrana i nippon), Aonyx (capensis, congica i cinerea) oraz Lutrogale (perspicillata) – jednak analizy filogenetyczne przeprowadzone w 2022 roku wykazały że wszystkie należą do jednego rodzaju Lutra; w takim ujęciu do rodzaju należą następujące występujące współcześnie i wymarłe po 1500 roku gatunki:
| Podrodzaj | Grafika | Gatunek             | Autor i rok opisu               | Nazwa zwyczajowa     | Podgatunki         | Rozmieszczenie geograficzne | Podstawowe wymiary                        | Status IUCN |
| --------- | ------- | ------------------- | ------------------------------- | -------------------- | ------------------ | --- | ----------------------------------------- | ----------- |
| Lutra     |         | Lutra lutra         | (Linnaeus, 1758)                | wydra europejska     | gatunek monotypowy | od Europy do Rosyjskiego Dalekiego Wschodu, Półwysep Koreański i Japonia, północna Afryka, Azja Zachodnia, Środkowa, Południowa i Wschodnia do wschodniej Chińskiej Republiki Ludowej i Tajwanu, Sumatra; zakres wysokości: 0–4210 m n.p.m.                                                                                 | DC: 50–82 cm DO: 33–50 cm MC: 5–14 kg     | NT          |
| Lutra     |         | Lutra sumatrana     | (J.E. Gray, 1865)               | wydra sumatrzańska   | gatunek monotypowy | kontynentalna Azja Południowo-Wschodnia (Mjanma, Kambodża, południowy Wietnam i Półwysep Malajski, południowa Sumatra i Borneo; zakres wysokości: 0–900 m n.p.m. | DC: 50–82 cm DO: 37–50 cm MC: 3,5–6 kg    | EN          |
| Lutra     |         | Lutra nippon        | Imaizumi & Yoshiyuki, 1989      | wydra japońska       | gatunek monotypowy | endemit Japonii: Honsiu, Kiusiu i Sikoku | DC: 54–82 cm DO: 35–56 cm MC: brak danych | NE          |
| Aonyx     |         | Lutra capensis      | H.R. Schinz, 1821               | wyderka białolica    | gatunek monotypowy | Czarna Afryka od Senegalu na wschód do wschodniej Etiopii, na południe do Południowej Afryki, z wyjątkiem Kotliny Konga i suchych obszarów w Namibii, Botswany i Południowej Afryki; zakres wysokości: 0–3000 m n.p.m. | DC: 113–138 cm DO: 44–57 cm MC: 10–21 kg  | NT          |
| Aonyx     |         | Lutra congica       | (Lönnberg, 1910)                | wyderka kongijska    | gatunek monotypowy | Kotlina Konga w zachodnio-środkowej Afryce; zakres wysokości: 0–2200 m n.p.m. | DC: 69–74 cm DO: 45–47 cm MC: 13–19,4 kg  | NT          |
| Amblonyx  |         | Lutra cinerea       | Illiger, 1815                   | wyderka orientalna   | 3 podgatunki       | południowo-zachodnie Indie, obszary sub-himalajskie (Nepal, Bhutan, północno-wschodnie Indie, Mjanma, południowo-zachodnia Chińska Republika Ludowa), południowo-wschodnia Chińska Republika Ludowa, kontynentalna Azja Południowo-Wschodnia, Sumatra, Jawa, Borneo i Filipiny (Palawan); zakres wysokości: 0–2000 m n.p.m. | DC: 36–47 cm DO: 22–27 cm MC: 2,4–3,8 kg  | VU          |
| Lutrogale |         | Lutra perspicillata | I. Geoffroy Saint-Hilaire, 1826 | wydrzyca gładkowłosa | 3 podgatunki       | Irak, Afganistan, od Pakistanu i Indii na wschód do południowej Chińskiej Republik Ludowej, kontynentalna Azja Południowo-Wschodnia, Sumatra, wschodnia Jawa i Borneo; być może Iran; zakres wysokości: 0–700 m n.p.m. | DC: 59–75 cm DO: 37–45 cm MC: 7–11 kg     | VU          |

Kategorie IUCN:  NT  – gatunek bliski zagrożenia,  VU  – gatunek narażony,  EN  – gatunek zagrożony;  NE  – gatunki niepoddane jeszcze ocenie.
Opisano również gatunki wymarłe w czasach prehistorycznych:
- Lutra antiqua de Blainville, 1841[51] (Europa; plejstocen)
- Lutra aonychoides Zdansky, 1924[52] (Azja; plejstocen)
- Lutra barryi (Jiangzuo, Yu & Flynn, 2021)[53] (Azja; pliocen)
- Lutra bravardi Pomel, 1843[54] (Europa; pliocen)
- Lutra castiglionis (E. Pereira & Salotti, 2000)[20] (Europa; plejstocen)
- Lutra cretensis (Symeonidis & Sondaar, 1975)[18] (Europa; plejstocen)
- Lutra euxena (D. Bate, 1935)[55] (Europa; plejstocen)
- Lutra fatimazohrae Geraads, 1997[56] (Afryka; pliocen)
- Lutra hearsti Geraads, Alemseged, Bobe & Reed, 2015[57] (Afryka; pliocen)
- Lutra indica (Raghavan, Pickford, Patnaik & Gayathri, 2007)[58] (Azja; plejstocen)
- Lutra libyca Stromer, 1914[59] (Afryka; fanerozoik)
- Lutra palaeindica Falconer, 1868[60] (Azja; plejstocen)
- Lutra palaeoleptonyx Dubois, 1908[61] (Azja; fanerozoik)
- Lutra robusta (Koenigswald, 1933)[62] (Azja)
- Lutra simplicidens Thenius, 1965[63] (Europa; plejstocen)

## Ochrona
W Polsce wydry podlegają ochronie częściowej.